# Ascenseurs à bateaux d'Henrichenburg

Les ascenseurs à bateaux d'Henrichenburg sont des ascenseurs à bateaux du canal Dortmund-Ems, situés à Waltrop.
Le site comprend deux ascenseurs.
Le nouvel ascenseur à bateaux fut inauguré en 1962 (longueur 90 m, largeur 12 m) et l'écluse en 1989 (longueur 190 m, largeur 12 m, dénivelé : 4 m). L'ancien ascenseur date de 1899, et son écluse de 1912. 
L'ancien ascenseur pouvait accueillir des bateaux de 67 mètres de longueur, de 8 mètres de large et de 2 mètres de profondeur sur une hauteur de 14 mètres pour atteindre le niveau d'eau du port de Dortmund. L'opération complète de levage durait environ 25 minutes, ce qui était nettement plus rapide qu'avec les habituelles écluses. En outre, l'exploitation de l'ascenseur consommait très peu d'eau du bief supérieur, qui était entièrement approvisionné en eau par pompage à partir du bief inférieur.
Comme d'autres ouvrages de la même époque, l'ascenseur était essentiellement un ouvrage utilisant des mécanismes hydrauliques. Le puits dans lequel était plongé le support du bac accueillait cinq flotteurs cylindriques. Le poids du bac est dès lors pratiquement compensé. Un moteur électrique de puissance modeste permettait de mouvoir le bac dans une direction ou dans l'autre.
Ce principe de fonctionnement a également été utilisé pour le nouvel ascenseur à bateaux de 1962.
Après la mise en exploitation du nouvel ascenseur, l'ancien fut rapidement arrêté. Une tentative de remise en service en 1963 se révéla infructueuse. Le bac était bloqué à mi-course. Il est toujours conservé dans cet état et considéré comme un monument technique. 
L'ancien ascenseur à bateaux d'Henrichenburg, qui fait désormais partie du musée de l'Industrie de Westphalie, est une des pièces maîtresses de l'itinéraire de la culture industrielle.